# Cathartoides africanus
Cathartoides africanus es una especie de coleóptero de la familia Silvanidae.

## Distribución geográfica
Habita en Camerún.